# Ana González de Recabarren
Ana González González (Toco, Tocopilla, 27 de juliol de 1925 - Santiago de Xile, 26 d'octubre de 2018), més coneguda com a Ana González de Recabarren, va ser una activista xilena pels drets humans. Quatre membres de la seva família van ser detinguts i desapareguts el 1976 durant la dictadura militar del seu país.

## Biografia
Va néixer a Toco, una oficina salitrera propera a Tocopilla, el 1925. En la dècada de 1930 es va traslladar amb la seva família a viure a aquesta última ciutat. Posteriorment es va traslladar a viure a la població de Bulnes a Renca, Santiago. Es va casar amb Manuel Segundo Recabarren Rojas.
Es va fer militant del Partit Comunista als 17 anys, i va cessar la seva militància al voltant dels anys 2000.
Al desembre de 2016, Ana González va ser internada a l'Hospital San José per una insuficiència respiratòria. Des de llavors la seva salut va decaure considerablement. El 10 de febrer de 2017, als seus 91 anys, la música Ana Tijoux i la seva banda li van brindar un concert íntim, en el qual van interpretar la cançó «Sacar la voz».
González va morir el 26 d'octubre de 2018 a l'Hospital San José, a Santiago, als 93 anys.

## Activista dels drets humans
En els primers anys de la dictadura militar va perdre a gran part de la seva família en mans de la Direcció d'Intel·ligència Nacional (DINA). Dos dels seus fills, Luis Emilio (29 anys) i Manuel «Mañungo» Guillermo Recabarren (22), i la cònjuge del primer, Nalvia Rosa Mena Alvarado (20) —que estava embarassada—, van ser detinguts i desapareguts el 29 d'abril de 1976. Només el seu net Luis Emilio «Porotito» Recabarren Mena, de llavors 2 anys, va tornar viu. L'endemà, el 30 d'abril, el seu marit Manuel (50 anys), va sortir a buscar als seus fills i a la seva nora, i també va ser detingut i desaparegut. Segons alguns testimonis, se l'havia vist amb vida al centre de detenció de Vila Grimaldi.

Després de la desaparició dels seus familiars es va unir a l'Agrupació de Familiars de Detinguts Desapareguts (AFDD), convertint-se en una de les seves portaveus, juntament amb Sola Sierra, Mireya García, Viviana Díaz i Clotario Blest. Va participar en una vaga de fam a la seu de la Comissió Econòmica per a Amèrica Llatina (CEPAL) i va ser representant de l'AFDD al costat de Gabriela Bravo i Ulda Ortiz en diverses institucions internacionals com l'Organització de les Nacions Unides, l'Organització d'Estats Americans, la Creu Roja Internacional, la Comissió Internacional de Juristes, la Santa Seu i Amnistia Internacional, entre d'altres.

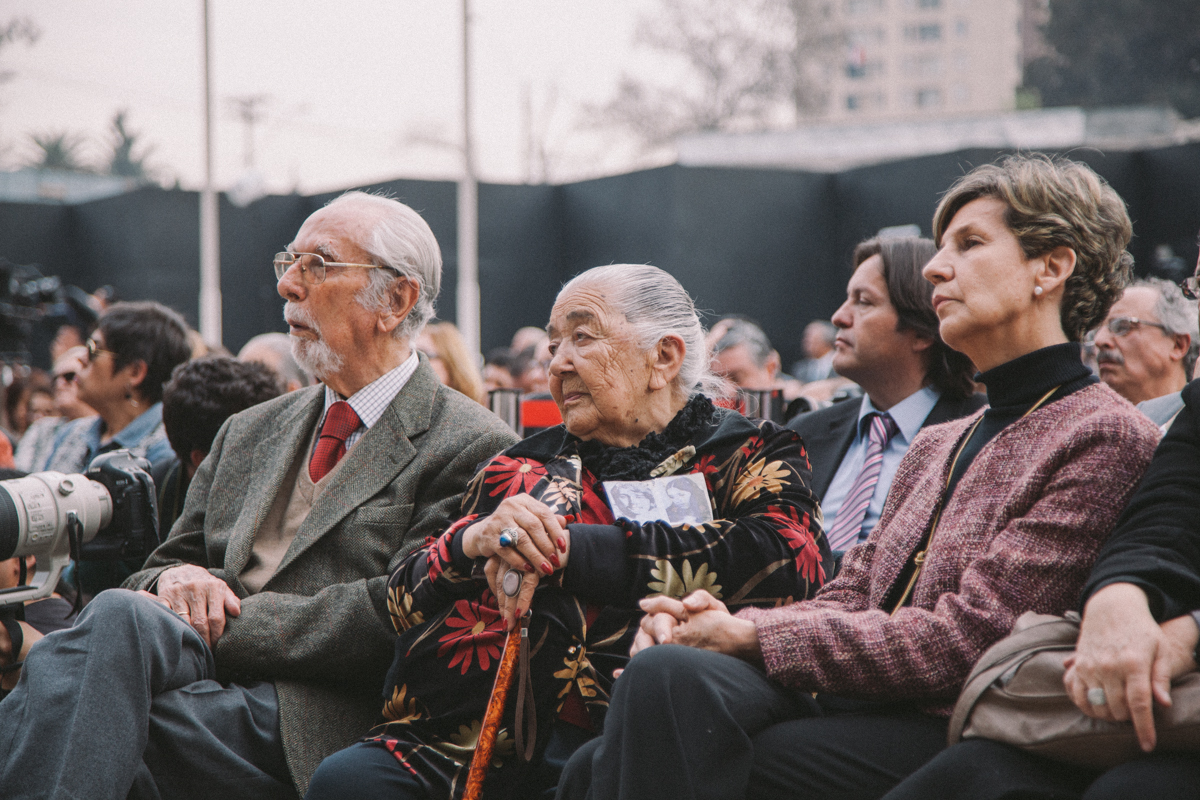
González (al centre) entre Andrés Aylwin i Isabel Allende Bussi, en l'homenatge del 9 de setembre de 2013

Va ser la protagonista del documental filmat l'any 1996, Quiero llorar a mares, que va ser emès el 2000 com un capítol del programa El mirador de la Televisió Nacional de Xile, i que a l'any següent va obtenir un Premi Ondas en la categoria iberoamericana de «Millor programa, professional o emissora de televisió». El juny de 2000 va interposar una querella per la desaparició dels seus quatre familiars en contra del general Augusto Pinochet.

L'any 2011 va estar nominada al Premi Nacional dels Drets Humans de Xile, que finalment va recaure en Viviana Díaz. González i Andrés Aylwin van ser homenatjats en un acte dels partits de la Nueva Mayoría realitzat el 9 de setembre de 2013, amb motiu de la seva lluita en defensa de les víctimes de violacions als drets humans durant el règim feixista de Pinochet.